# Amazon Storywriter
Amazon StoryWriterは2015年にAmazon.comが開始した無料のクラウドベースの脚本アプリ。StorywriterはMaster Scene Standardでの脚本の自動フォーマットを提供する。このアプリはアマゾン・スタジオでの制作のためのオリジナルの脚本を簡単に応募することができる。2018年サ終。